# Cyllopoda expansifascia
Cyllopoda expansifascia är en fjärilsart som beskrevs av Louis Beethoven Prout 1917. Cyllopoda expansifascia ingår i släktet Cyllopoda och familjen mätare. Inga underarter finns listade i Catalogue of Life.